# Ariadna lebronneci
Ariadna lebronneci là một loài nhện trong họ Segestriidae.
Loài này thuộc chi Ariadna. Ariadna lebronneci được Lucien Berland miêu tả năm 1933.